# Lijn 2 (metro van Caïro)
Lijn 2 is een metrolijn in de Egyptische hoofdstad Caïro die op 1 oktober 1996 werd geopend. Aanvankelijk liep de lijn tussen het centraal station en de noordelijke voorstad Qaliubiya. Verdere verlengingen door de binnenstad en naar de westelijke voorstad Gizeh volgden tussen 1998 en 2005.

## Geschiedenis
In 1973 besloot de Egyptische regering tot de aanleg van een metronet, bestaande uit 3 lijnen, in Caïro. Terwijl lijn 1 werd gevormd door de ombouw van twee voorstadslijnen die via een tunnel onder de binnenstad met elkaar werden verbonden, werd lijn 2 geheel als metrolijn ontworpen. Lijn 2 kreeg geen bovenleiding zoals lijn 1, maar een derde rail voor de stroomvoorziening.  
De twee noordelijkste stations liggen op een viaduct, het direct aansluitende deel van de tunnel is als openbouwputtunnel gebouwd. De rest van de tunnel onder Caïro en in Gizeh ten noorden van de Universiteit is geboord. Onderdeel hiervan is de eerste tunnel onder de Nijl met een doorsnee van 8,35 meter. Deze tunnel werd geboord met twee tunnelboormachines van Herrenknecht elk met een boorschild van 9,43 meter doorsnee. Het rollend materieel voor de lijn werd geleverd door Japanse bedrijven en daarom wordt de lijn ook wel Japanse lijn genoemd. De lijn is 21,6 km lang en heeft 20 stations.

## Chronologie
- 1 oktober 1996 : Shobra - Moebarak 8 km.
- 1 september 1998 : Moebarak - Sadat 3 km.
- 19 april 1999 : Sadat - Universiteit van Caïro 5,5 km. (waaronder de tunnel onder de Nijl)
- 8 oktober 2000 : Universiteit van Caïro - Station Gizeh 2,7 km.
- 17 januari 2005 : Station Gizeh - El Mounib 2,5 km.

## Stations
| Station                              | Overstappunt | Foto * | Type           | Geopend           | Ligging                        | District |
| ------------------------------------ | ------------ | ------ | -------------- | ----------------- | ------------------------------ | -------- |
| Shobra El-Kheima شبرا الخيمة         |              | 110 !  | Loods          | 1 oktober 1996    | 30° 7′ 27″ NB, 31° 14′ 37″ OL  |          |
| Kollejet El-Zeraa كلية الزراعة       |              | 120 !  | viaductstation | 1 oktober 1996    | 30° 6′ 50″ NB, 31° 14′ 55″ OL  |          |
| El Mezallat المظلات                  |              | 130 !  | kuip           | 1 oktober 1996    | 30° 6′ 18″ NB, 31° 14′ 48″ OL  |          |
| El Khalafawy الخلفاوي                |              | 140 !  |                | 1 oktober 1996    | 30° 5′ 53″ NB, 31° 14′ 43″ OL  |          |
| St. Teresa سانتا تريزا               |              | 150 !  |                | 1 oktober 1996    | 30° 5′ 18″ NB, 31° 14′ 44″ OL  |          |
| Rod El-Farag روض الفرج               |              | 160 !  |                | 1 oktober 1996    | 30° 4′ 50″ NB, 31° 14′ 44″ OL  |          |
| Masarra مسرة                         |              | 170 !  |                | 1 oktober 1996    | 30° 4′ 16″ NB, 31° 14′ 42″ OL  |          |
| Al Shohadaa الشهداء                  |              | 240 !  |                | 26 september 1987 | 30° 3′ 43″ NB, 31° 14′ 46″ OL  |          |
| Attaba العتبة                        |              | 250 !  |                | 1 september 1998  | 30° 3′ 9″ NB, 31° 14′ 49″ OL   |          |
| Mohamed Naguib جمال عبدالناصر        |              | 260 !  |                | 1 september 1998  | 30° 02′ 43″ NB, 31° 14′ 39″ OL |          |
| Sadat السادات                        |              | 270 !  |                | 26 september 1987 | 30° 2′ 40″ NB, 31° 14′ 8″ OL   |          |
| Opera الأوبرا                        |              | 280 !  |                | 19 april 1999     | 30° 2′ 31″ NB, 31° 13′ 31″ OL  |          |
| Doqi الدقي                           |              | 290 !  |                | 19 april 1999     | 30° 2′ 18″ NB, 31° 12′ 43″ OL  |          |
| El-Bohos البحوث                      |              | 300 !  |                | 19 april 1999     | 30° 2′ 9″ NB, 31° 12′ 1″ OL    |          |
| Universiteit van Caïro جامعة القاهرة |              | 310 !  |                | 19 april 1999     | 30° 1′ 34″ NB, 31° 12′ 4″ OL   |          |
| Faisal فيصل                          |              | 320 !  |                | 8 oktober 2000    | 30° 1′ 2″ NB, 31° 12′ 14″ OL   |          |
| El Giza الجيزة                       |              | 330 !  |                | 8 oktober 2000    | 30° 0′ 38″ NB, 31° 12′ 25″ OL  |          |
| Omm El-Misrjeen أم المصريين          |              | 340 !  |                | 8 oktober 2000    | 30° 0′ 19″ NB, 31° 12′ 29″ OL  |          |
| Saqiat Mekki ساقية مكي               |              | 350 !  |                | 17 januari 2005   | 29° 59′ 44″ NB, 31° 12′ 31″ OL |          |
| El Monib المنيب                      |              | 360 !  |                | 17 januari 2005   | 29° 58′ 53″ NB, 31° 12′ 43″ OL |          |

* De sorteerwaarde van de foto is de ligging langs de lijn
`